# Stephen Rippy
Stephen A. Rippy, né en 1975, est un compositeur américain.

## Biographie

### Jeunesse
Rippy grandit dans la région de Spring du comté de Harris, au Texas, et réside maintenant à Plano, près de Dallas. Composer la musique de jeux vidéo n'était pas l'objectif de carrière initial de Rippy. Il fréquente l'Université du Texas au début des années 1990 pour étudier les arts visuels et ne suit que quelques cours de musique.

### Carrière
Rippy travaille pour Ensemble Studios en tant que chef du département audio avec son ami et collaborateur Kevin McMullan. Il est surtout connu pour la conception sonore et la bande-son de la série de jeux vidéos Age of Empires, son spin-off Age of Mythology et le jeu de stratégie Halo Wars.
Ensemble Studios ferme peu de temps après la sortie de Halo Wars. Rippy rejoint alors Zynga Dallas (alors nommé Bonfire Studios), un studio de développement formé d'anciens employés d'Ensemble Studios et dirigé par le frère de Rippy, David.